# Ana Soklič
Ana Soklič (født 10. april 1984) er en Slovensk Sangerinde og Sangskriver Hun skal repræsentere Slovenien ved Eurovision Song Contest 2021 i Rotterdam med sangen "Amen".